# Otávio da Grã-Bretanha
Otávio da Grã-Bretanha (em inglês: Octavius; Londres, 23 de fevereiro de 1779 – Londres, 3 de maio de 1783) foi um príncipe, o décimo terceiro filho do rei Jorge III e da sua rainha consorte, Carlota de Meclemburgo-Strelitz. Seis meses após a morte do seu irmão mais novo, o príncipe Alfredo, Otávio foi inoculado contra o vírus da varíola. Vários dias depois acabou por ficar doente. A sua morte aos quatro anos devastou os seus pais e, em particular, o seu pai. O rei Jorge III gostava muito dos seus dois filhos mais novos, Alfredo e Otávio, e os seus últimos surtos de loucura envolviam alucinações deles.

## Vida

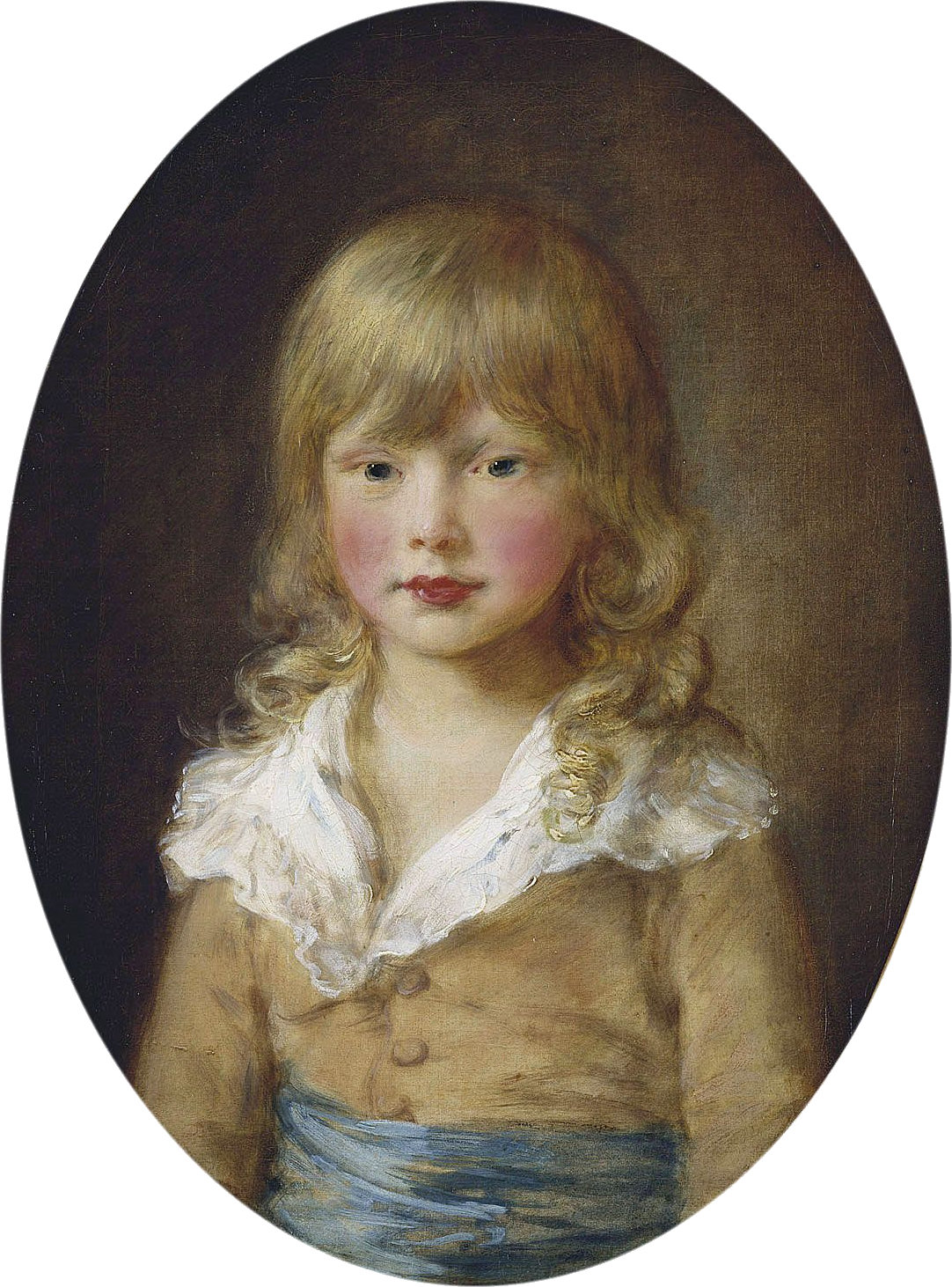
Otávio em 1782, por Thomas Gainsborough

O príncipe Otávio nasceu no dia 23 de fevereiro de 1779, no Palácio de Buckingham, em Londres. Ele era o décimo terceiro filho (o oitavo rapaz) do rei Jorge III e da sua esposa, Carlota de Meclemburgo-Strelitz. O nome do príncipe deriva do latim octavus, 'oitavo', indicando que ele era o oitavo filho dos seus pais. A Câmara dos Lordes enviou parabéns ao rei pelo seu nascimento.
Otávio foi batizado a 23 de março de 1779, na Câmara do Grande Conselho no Palácio de St. James, por Frederick Cornwallis, o Arcebispo da Cantuária. Os seus padrinhos eram o duque de Brunsvique-Volfembutel (marido da sua prima em primeiro grau removida duas vezes), a quem o conde de Hertford, Lord Chamberlain, representou; o duque de Meclemburgo-Schwerin (seu primo em primeiro grau afastado), a quem o conde de Ashburnham, assistente do rei, representou; e a duquesa de Saxe-Weimar-Eisenach (esposa do seu primo em sexto grau), a quem Alicia Wyndham, Condessa de Egremont, senhora do quarto da rainha Carlota, representou.
Charlotte Papendiek, uma dama de companhia da rainha, observou que o príncipe Otávio era "uma criança adorável de temperamento doce, [que] mostrava todas as promessas de bondade futura". O rei Jorge era extremamente dedicado a Otávio, que era jovem demais para causar os tipos de problemas que os seus irmãos mais velhos causavam nessa época, que incluíam má conduta sexual e irresponsabilidade financeira. Um tanto incomum para o período, o rei era afetuoso e indulgente com os seus filhos pequenos, e esforçava-se para participar nas suas festas de aniversário e outros eventos organizados para a sua alegria. Em certa ocasião, um amigo testemunhou uma feliz cena doméstica que envolvia Jorge "carregando alternadamente nos braços Sofia e o último príncipe, Otávio". Mary Delany, uma amiga do rei, relembrou um encontro com Otávio no Queen's Lodge, em Windsor. Numa carta, ela descreveu como Jorge gentilmente carregou Otávio e trouxe o príncipe para ela nos seus braços. Otávio então estendeu a mão para brincar com a Sra. Delany, e ele beijou a sua bochecha a pedido do seu pai. Apesar da norma social que desencorajava demonstrações públicas de afeto familiar, ela elogiou a maneira inovadora como o rei e a rainha criaram os seus filhos. Outra testemunha escreveu que Jorge e Carlota "têm os seus filhos sempre a brincar com eles o tempo todo"; durante a maioria das noites, as crianças eram levadas aos pais entre seis e sete da noite para brincar por uma ou duas horas. O rei também era informado sobre o progresso educacional dos seus filhos.
Otávio era apegado à princesa Sofia, a irmã mais próxima dele em idade, que chamava Otávio de "seu filho". Ele foi com ela e os seus irmãos, Elizabeth e Edward, para Eastbourne, na costa de Sussex, onde pôde respirar o ar fresco do mar durante o verão de 1780. Quando tinha dezanove meses, Otávio tornou-se um irmão mais velho com o nascimento do seu irmão mais novo, o príncipe Alfredo. Otávio tinha três anos quando Alfredo morreu no dia 20 de agosto de 1782, tornando-o novamente o membro mais jovem da família real. Horace Walpole escreveu a Sir Horace Mann que, após a morte do príncipe Alfredo, o rei Jorge havia declarado "Sinto muito por Alfredo; mas se fosse Otávio, eu também teria morrido." Em 1820, o historiador Edward Holt escreveu sobre o caráter do príncipe: "Embora o príncipe Otávio não tivesse passado do quinto ano, ele era considerado muito dócil e possuía uma boa índole num grau tão incomum que era o deleite de tudo sobre ele." O biógrafo do século XIX, John Watkins, acrescentou que Otávio foi "considerado um dos melhores da descendência real".

## Morte e consequências

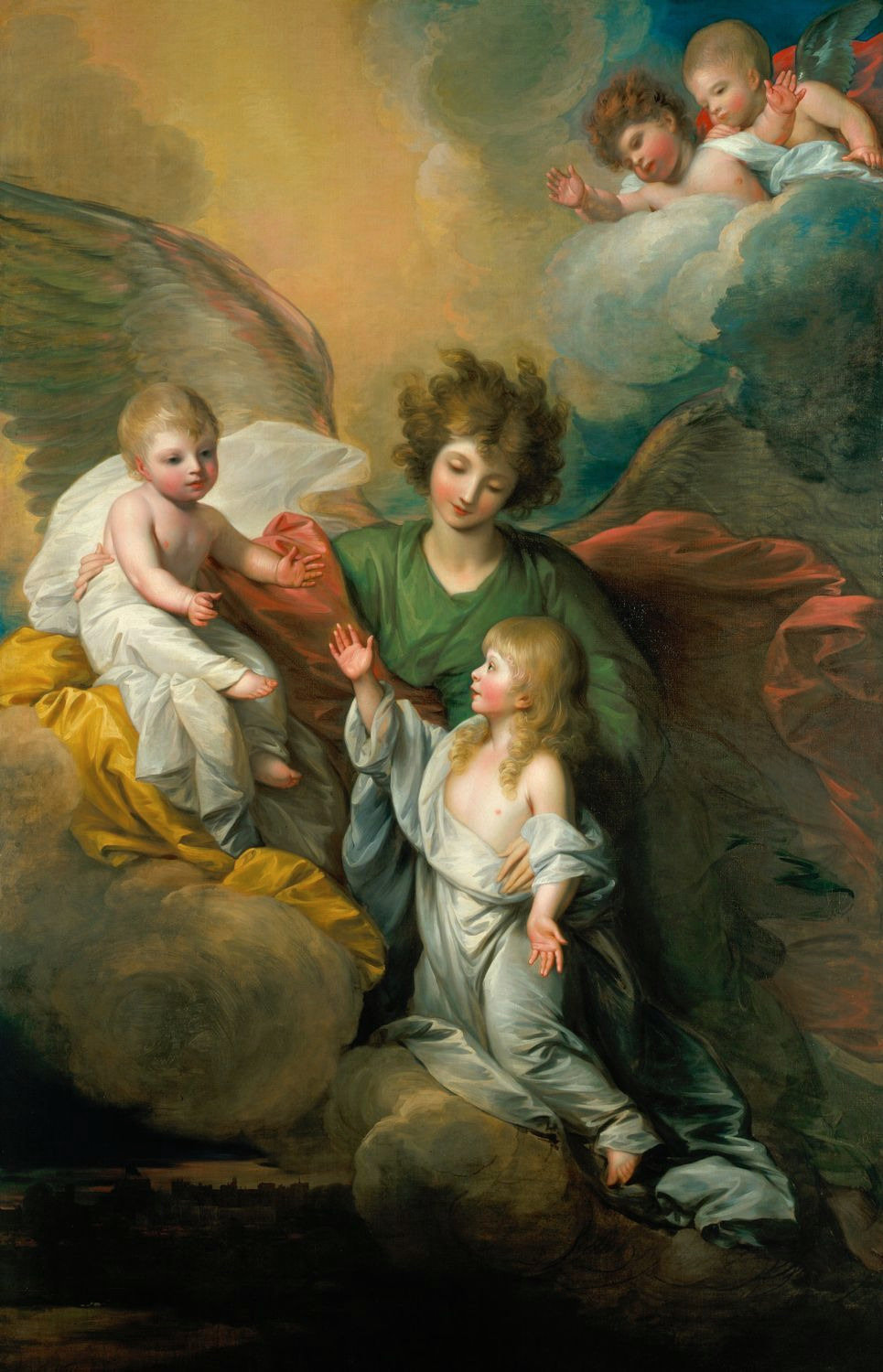
The Apotheosis of Prince Octavius em 1783, por Benjamin West. Ele encontra-se à direita, com Alfredo à esquerda

Seis meses após a morte de Alfredo, Otávio e Sofia foram levados ao Palácio de Kew, em Londres, para serem vacinados contra o vírus da varíola. Sofia recuperou-se sem incidentes, mas Otávio adoeceu e morreu poucos dias depois, a 3 de maio de 1783, por volta das oito da noite. Ele tinha quatro anos. Uma carta da governanta das crianças reais, Lady Charlotte Finch, relatou que "o príncipe Otávio faleceu na noite passada e, de facto, desde o momento em que adoeceu, nunca houve qualquer esperança da sua recuperação." Como era tradicional, a família não entrou em luto formal pela morte de crianças reais tão jovens.
Otávio foi o último membro da família real britânica a contrair varíola. Membros da casa real afirmaram que a sua morte não foi resultado da inoculação que ele havia recebido, mas sim de uma constipação. A maioria dos relatos de Jorge III e da sua família não conseguem identificar a causa da morte de Otávio, mas alguns mencionam a inoculação como um possível culpado. Os próprios Arquivos Reais fazem pouca menção à morte do príncipe, apenas observando a data e a idade em que ele faleceu. A 10 de maio, Otávio foi enterrado ao lado do seu irmão Alfredo na Abadia de Westminster. O seu irmão mais velho, quando se tornou no rei Jorge IV, mandou transladar os seus restos mortais para a Capela de São Jorge, no Castelo de Windsor, a 11 de fevereiro de 1820.
De acordo com a Rainha Carlota, a morte de Otávio foi inesperada; ela escreveu a uma amiga que enfrentou uma tragédia semelhante que "duas vezes eu senti o que você sente, a última vez sem a menor preparação para tal derrame, pois em menos de quarenta horas o meu filho Otávio, em perfeita saúde, ficou enfermo e foi imediatamente atingido pela morte". A morte do príncipe teve um efeito marcante, tanto mental quanto fisicamente, na rainha Carlota, que na época estava grávida da sua filha mais nova, a princesa Amélia.
A morte de Otávio devastou o seu pai; Walpole escreveu "o rei perdeu outra criança; um menino adorável, dizem, de quem suas majestades gostavam muito". O resto da corte real, especialmente os assistentes e cuidadores do jovem príncipe, também ficaram perturbados com a morte repentina de Otávio. Pouco depois, o rei Jorge disse: "Não haverá céu para mim se Otávio não estiver lá". No dia seguinte à morte do seu filho, o rei passou por uma sala onde o artista Thomas Gainsborough estava a completar os retoques finais num conjunto de retratos da família. O rei pediu que ele parasse, mas quando soube que a pintura em que Gainsborough trabalhava era a de Otávio, permitiu que o pintor continuasse. Quando esta mesma pintura foi exibida uma semana depois, as irmãs de Otávio ficaram tão emocionadas que começaram a chorar à frente de todos, e os seus pais também ficaram visivelmente emocionados. Três meses após a morte de Otávio, o seu pai ainda estava a pensar no seu filho, escrevendo a Lord Dartmouth que todos os dias "aumenta o abismo que sinto pela falta daquele objeto amado [Otávio]". Anos depois, o rei Jorge imaginou conversas com os seus dois filhos mais novos. Durante um dos episódios de loucura do rei em 1788, Jorge confundiu um travesseiro com Otávio, que naquela época já estava morto havia cinco anos.

## Títulos
Ao longo da sua vida, Otávio foi denominado como Sua Alteza Real, o Príncipe Otávio, com o título de Príncipe da Grã-Bretanha e Irlanda.

## Ascendência
Os ancestrais de Otávio foram os seguintes: